# Selliguea pyrolifolia
Selliguea pyrolifolia är en stensöteväxtart som först beskrevs av J.G. Goldmann och som fick sitt nu gällande namn av Peter Hans Hovenkamp.
Selliguea pyrolifolia ingår i släktet Selliguea och familjen Polypodiaceae. Inga underarter finns listade i Catalogue of Life.